# بنيان الدوسري
 بنيان الدوسري (مواليد 11 أغسطس 1972) هو رياضي سعودي في رفع الأثقال، حصل على بطولة السعودية في هذه الرياضية لعدّة مواسم. مثّل بلاده في الألعاب الأولمبية الصيفية 1996 التي أُقيمت في أتلانتا بالولايات المتحدة.

## المشاركة الأولمبية

### أتلانتا 1996
رفع الأثقال – 59 كلغ رجال
| الرُّتبة | الرياضي                   | المجموعة | وزن الجسم | خطف   | خطف   | خطف   | خطف     | نتر   | نتر   | نتر   | نتر     | المجموع |
| الرُّتبة | الرياضي                   | المجموعة | وزن الجسم | 1     | 2     | 3     | النتيجة | 1     | 2     | 3     | النتيجة | المجموع |
| ------ | ------------------------- | -------- | --------- | ----- | ----- | ----- | ------- | ----- | ----- | ----- | ------- | ------- |
| الأول  | تانغ لينغشينغ (الصين)     | A        | 58.61     | 130.0 | 135.0 | 137.5 | 137.5   | 162.5 | 167.5 | 170.0 | 170.0   | 307.5   |
| الثاني | ليونيداس سابنس (اليونان)  | A        | 58.53     | 135.0 | 137.5 | 140.0 | 137.5   | 162.5 | 167.5 | 167.5 | 167.5   | 305.0   |
| الثالث | نيكولاج بيسالوف (بلغاريا) | A        | 58.88     | 132.5 | 132.5 | 137.5 | 137.5   | 162.5 | 162.5 | 165.0 | 165.0   | 302.5   |
|        |                           |          |           |       |       |       |         |       |       |       |         |         |
| 14     | نونو ألفيس (البرتغال)     | B        | 58.28     | 97.5  | 100.0 | 102.5 | 102.5   | 130.0 | 135.0 | 137.5 | 135.0   | 237.5   |
| 15     | بنيان الدوسري (السعودية)  | B        | 58.89     | 95.0  | 102.5 | 102.5 | 102.5   | 115.0 | 125.0 | 125.0 | 125.0   | 227.5   |
| 16     | مصطفى بويحمغيت (تونس)     | B        | 58.62     | 90.0  | 95.0  | 95.0  | 90.0    | 110.0 | 115.0 | 120.0 | 120.0   | 210.0   |
|        |                           |          |           |       |       |       |         |       |       |       |         |         |

مصدر:

## المشاركة العربية

### بيروت 1997
رفع الأثقال في الدورة الرياضية العربية الثامنة بيروت 1997
| وزن                    | الذهبية                     | الفضية                         | البرونزية                      |
| ---------------------- | --------------------------- | ------------------------------ | ------------------------------ |
| الريشة 59 كغم (خطف)    | سعيد العشري (الجزائر) 112.5 | محمد عثمان (مصر) 110           | بنيان الدوسري (السعودية) 105   |
| الريشة 59 كغم (نتر)    | محمد عثمان (مصر) 140        | بنيان الدوسري (السعودية) 132.5 | سعيد العشري (الجزائر) 120      |
| الريشة 59 كغم(المجموع) | محمد عثمان (مصر) 250        | سعيد العشري (الجزائر) 242.5    | بنيان الدوسري (السعودية) 237.5 |

## وصلات خارجية
- بنيان الدوسري على موقع أوليمبيديا (الإنجليزية)